# Omar Bradley
Thống tướng Hoa Kỳ Omar Nelson Bradley (sinh ngày 12 tháng 2 năm 1893 - mất ngày 8 tháng 4 năm 1981) là một trong những vị tướng chỉ huy mặt trận Bắc Phi và mặt trận châu Âu trong Chiến tranh thế giới thứ hai. Ông là vị tướng năm sao cuối cùng và là chủ tịch Hội đồng tham mưu trưởng đầu tiên của quân đội Hoa Kỳ.

## Thời thơ ấu và thanh niên

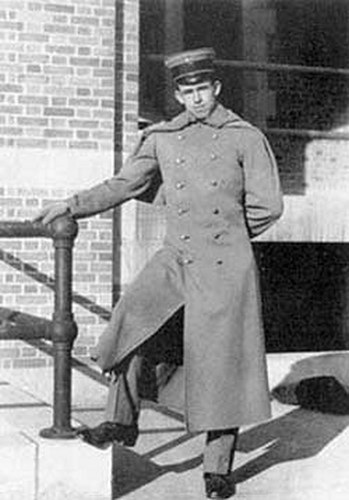
Bradley ở Học viện West Point

Bradley sinh ra trong một gia đình nhà giáo nghèo ở gần Clark, Missouri. Thuở nhỏ, ông theo học tại trường Tiểu học Higbee và sau đó là trường Trung học Moberly, Missouri. Ban đầu, Bradley định theo học trường Đại học Missouri tại Columbia, Missouri; nhưng sau đó, theo lời khuyên của nhiều người, ông đã tham gia dự tuyển vào Học viện West Point và gia nhập trường vào năm 1911.
Trong thời gian học tại học viện, Bradley từng tham gia vào một đội bóng chày của trường, mà về sau các thành viên đội đều lên đến cấp tướng. Ông tốt nghiệp West Point vào năm 1915, ở một khóa tốt nghiệp với 59 vị tướng tương lai, trong đó có hai người là Bradley và Dwight Eisenhower lên đến cấp bậc Thống tướng.
Bradley được ủy nhiệm vào bộ binh và phân vào Trung đoàn bộ binh thứ 14, nhưng giống như nhiều đồng đội của mình, ông không đến châu Âu; Thay vào đó, ông giữ một loạt các chức vụ trong nước. Ông phục vụ trong lực lượng Biên giới Mỹ-Mexico năm 1915. Khi chiến tranh bùng nổ, ông được thăng chức lên đại úy, nhưng lại đóng ở Butte, Montana. Ông lấy Mary Elizabeth Quayle ngày 28 tháng 12 năm 1916. Bradley gia nhập sư đoàn bộ binh 19 vào tháng 8 năm 1918, cũng là lúc bắt đầu đổ bổ lên châu Âu. Tuy nhiên do bị cúm Tây Ban Nha, ông đã không đi được.
Giữa 2 cuộc chiến tranh, ông đi dạy và đi học. Từ năm 1920-24, ông dạy toán ở West Point. Ông được thăng cấp lên hàm thiếu tá vào năm 1924 và dự một khóa bộ binh nâng cao tại Fort Benning, Georgia. Sau 1 khoảng thời gian phục vụ ngắn ở Hawaii, ông học ở Command and General Staff School tại Fort Leavenworth từ 1928-1929. Từ năm 1929, ông lại dạy ở West Point, sau đó nghỉ ngơi để học ở Army War College năm 1934. Ông được thăng cấp lên hàm trung tá năm 1936 và làm việc tại War Department dưới sự chỉ huy trực tiếp của tướng George Marshall từ năm 1938. Tháng 2 năm 1941, ông được thăng lên thiếu tướng và được làm chỉ huy Fort Benning (ông là người đầu tiên trong lớp đại học trở thành tướng). Tháng 2 năm 1942, ông chỉ huy sư đoàn bộ bình 82 trước khi được chuyển qua sư đoàn bộ binh thứ 28 vào tháng 6.

## Chiến tranh thế giới thứ hai
Bradley không trực tiếp chỉ huy chiến tuyến cho đến năm 1943, sau chiến dịch Torch trong Chiến tranh thế giới thứ hai. Ông được giao chỉ huy quân đoàn VIII và được gửi đến Bắc Phi để hỗ trợ cho tướng Eisenhower. Theo như gợi ý của Bradley, quân đoàn II, quân đoàn vừa bị quân Đức của thống chế Erwin Rommel đánh thảm bại trong trận đèo Kasserine Pass, được cải tổ toàn diện từ trên xuống dưới và đặt dưới sự chỉ huy của tướng George S. Patton. Patton đề nghị Bradley làm phó của mình, nhưng Bradley vẫn duy trì quyền đại diện cho Eisenhower.
Bradley thế chỗ Patton làm chỉ huy quân đoàn II vào tháng 4 và dẫn quân của mình trong các trận chiến cuối cùng ở Tunisia vào tháng 4 và tháng 5. Sau đó, ông chỉ huy quân đoàn của mình, khi đó là quân đoàn duy nhất trong tập đoàn quân của tướng Patton, tham gia đánh bại lực lượng Đức-Ý trên đảo Sicilia vào tháng 7.
Vào thời điểm sắp tới Trận Normandie, Bradley được chọn chỉ huy tập đoàn quân thứ nhất Mỹ hùng hậu, cùng với tập đoàn quân thứ hai Anh cùng nhau thành lập tập đoàn quân thứ 21 của tướng Montgomery. Bradley lên kế hoạch chi tiết cho cuộc đổ bộ lên bãi Omaha tại trụ sở ở Clifton College, Bristol, Anh. Ông đến Normandie từ Portsmouth trên tàu tuần dương hạng nặng. Trong quá trình dội bom hôm D-Day, Bradley làm việc trong cabin chỉ huy làm bằng thép được xây riêng cho ông trên chiến hạm, 20 ft (6,1 m) by 10 ft (3,0 m). Bức tường bị che phủ bởi bản đồ Pháp và một vài bản đồ bãi khu vực Normandie. Một loạt các nhân viên ngồi cạnh máy đánh máy dọc theo bức tường, trong khi Bradley và các cộng sự bu xung quanh ở giữa lên kế hoạch. Tuy nhiên, suốt cả buổi sáng hôm đó, Bradley đứng trên buồng chỉ huy đứng bên cạnh đô đốc Alan G. Kirk, quan sát cuộc đổ bộ qua ống nhòm, tai bịt bông để hạn chế âm thanh của súng chiến hạm.
Ngày 10 tháng 6, tướng Bradley và các cộng sự lên bờ để lập trụ sở. Suốt chiến dịch Overlord, ông chỉ huy 3 quân đoàn tấn công 2 mục tiêu, biển Utah và biển Omaha. Sau đó vào tháng 7, ông lên kế hoạch cho chiến dịch Cobra, chiến dịch bắt đầu tiến xa ra bãi Normandie. Trong lúc quân Mỹ tiến vào sâu trong đất liền, tập đoàn quân thứ 3 được thành lập dưới sự chỉ huy của Patton, cấp trên cũ của Bradley, trong khi tướng Hodges thay Bradley chỉ huy tập đoàn quân thứ nhất; Cả hai gộp lại thành tập đoàn quân số 12 của Bradley. Tháng 8, tập đoàn quân số 12 gồm 900,000 quân và bao gồm 4 tập đoàn quân gộp lại. Đó là tập đoàn quân lớn nhất từ trước đến nay dưới sự chỉ huy của một vị tướng.
Khác với một số vị tướng đầy cá tính suốt chiến tranh thế giới thứ hai, Bradley được mô tả là một người lịch thiệp và trang trọng. Ông được công chúng biết đến nhờ phóng viên Ernie Pyle, và được biết đến như là "vị tướng của người lính" (the soldier's general). Will Lang Jr. của tạp chí Life nói "Điều tôi ngưỡng mộ nhất về Omar Bradley là tính hòa nhã của ông ấy. Ông ấy không bao giờ ra lệnh cho bất kỳ ai thuộc bất kỳ chức vụ nào mà không nói "vui lòng" trước." ("The thing I most admire about Omar Bradley is his gentleness. He was never known to issue an order to anybody of any rank without saying 'Please' first.").
Bradley nổi tiếng ngày nay về tính kiên nhẫn của ông đối với cấp dưới so với đồng nghiệp của mình, George S. Patton, nhưng sự thật thì phức tạp hơn thế. Bradley đã từng sa thải hơn một tá các vị tướng suốt cuộc chiến thế giới thứ 2, trong khi Patton chỉ đuổi một vị tướng trong suốt cuộc chiến, Orlando Ward, sau nhiều lần cảnh báo.
Sau khi cụm tập đoàn quân B (Đức) thất bại trong việc bao vây, chia cắt quân Mỹ tại Mortain (Chiến dịch Lüttich), tập đoàn quân của Bradley tổ chức hợp vây tập đoàn quân số 7 Đức và tập đoàn thiết giáp số 5 trong khu vực Falaise - Normandie. Quân Đồng Minh đã đạt được thắng lợi to lớn, quân Đức bị tiêu diệt quá nửa quân số và phải bỏ chạy khỏi Paris vào ngày 25 tháng 8 năm 1944.
Quân Mỹ dần tiến tới phòng tuyến Siegfried hay "Trường thành Tây Âu" của Đức vào cuối tháng 9. Sự thành công của cuộc tiến công đã làm ban chỉ huy Đồng minh quan ngại. Họ liệu trước quân đội phát xít Đức sẽ lập hệ thống phòng thủ bên các dòng sông Pháp, và cuối cùng, hậu cần trở thành một vấn đề nghiêm trọng.
Lúc bấy giờ, bộ chỉ huy Đồng Minh cấp cao dưới tướng Eisenhower đối mặt với một quyết định về chiến thuật. Bradley thì muốn tiến thẳng vào Saarland, hoặc là một cuộc công kích 2 mũi vào Saarland và vùng Ruhr. Vừa được đề bạt chức thống chế, Bernard Montgomery thì muốn một mũi tiến công hẹp dọc sông Lower Rhine, với tất cả các đơn vị bộ binh Đồng minh dưới sự chỉ huy của ông giống như những ngày đầu của chiến dịch Normandy, vào vùng nông thôn rộng mở rồi tiến lên sườn Bắc vào Ruhr, giúp tránh vùng Siegfried Line. Mặc dù Montgomery không được phép mở cuộc tấn công trên quy mô mà ông muốn, George Marshall và Hap Arnold rất háo hức triển khai quân dù First Allied Airborne Army vượt sông Rhine, nên Eisenhower đồng ý cho chiến dịch Market Garden. Cuộc tranh luận đã dẫn đến sự bất hòa nghiêm trọng giữa các tướng lĩnh Đồng minh. Bradley phản đối việc Eisenhower cung cấp quân nhu cho Montgomery, nhưng Eisenhower, lưu tâm đến dư luận Anh, đã không để ý ý kiến của Bradley.
Quân của Bradley bấy giờ chiếm được một vùng lớn đồi núi nông thôn từ Hà Lan đến Lorraine và, mặc dù là tập đoàn quân lớn nhất Đồng minh, đã gặp một số khó khăn trong việc thực hiện các cuộc tiến công ở nông thôn chống lại một lực lượng mạnh đang hồi phục. Tập đoàn quân số 1 của tướng Courtney Hodges bị quân Đức đánh trả dữ dội trong các trận đánh ở Aachen và rừng Hurtgen, nên thiệt hại đến 24.000 sĩ quan, binh lính. Ở phía nam, Tập đoàn quân số 3 của Patton mất đà, phải chuyển sang bóc vỏ các lớp phòng ngự của quân Đức ở Metz. Trong khi Bradley tập trung cho hai chiến dịch này, quân Đức đã tập hợp được lính và quân nhu cho một cuộc tiến công bất ngờ.
Quân của Bradley đã vấp phải sự kháng cự mạnh mẽ ở Trận Bulge. Vì lý do hậu cần, tập đoàn quân thứ nhất lại được đặt dưới sự chỉ huy tạm thời của tập đoàn quân thứ 21 của thống chế Montgomery. Trong một nước cờ chưa bao giờ có trong chiến tranh hiện đại, tập đoàn quân thứ ba của Patton rút khỏi Saarland, di chuyển 90 mi (140 km) đến mặt trận, tấn công sườn nam của quân Đức để phá bỏ vòng bao vây quanh Bastogne (mặc dù thời tiết quang đãng cho phép không quân giải vây Bastogne và bẻ gãy cuộc tấn công của quân Đức). Trong hồi ký năm 2003 về Eisenhower, Carlo d'Este ngụ ý rằng việc thăng chức Bradley lên làm tướng là để đền bù cho việc ông bị cho ra rìa suốt trận Bulge.
Bradley đã sử dụng lợi thế có được vào tháng 3 năm 1945 - sau khi Eisenhower cho phép thi hành chiến dịch Veritable và chiến dịch Grenade vào tháng 2 năm 1945 - để bẻ gãy hàng phỏng thủ của Đức, vượt qua sông Rhine vào khu trung tâm công nghiệp quan trong ở Ruhr. Cuộc truy đuổi gay gắt tàn quân Đức đã dẫn đến kết quả chiếm được một cây cầu bắt qua sông Rhine ở Ramagen. Bradley và cấp dưới nhanh chóng khai thác lợi thế đó, hình thành một thế kẹp khổng lồ bao vây quân Đức từ Bắc và Nam. Hơn 300,000 tù nhân bị bắt. Sau đó, quân Mỹ gặp quân Liên Xô gần sông Elbe vào giữa tháng 4. Vào ngày V-E, tập đoàn quân số 12 là một lực lượng bao gồm 4 tập đoàn quân (thứ 1, thứ 3,thứ 9 và thứ 15), tập hợp khoảng 1.3 triệu quân.

## Hậu chiến

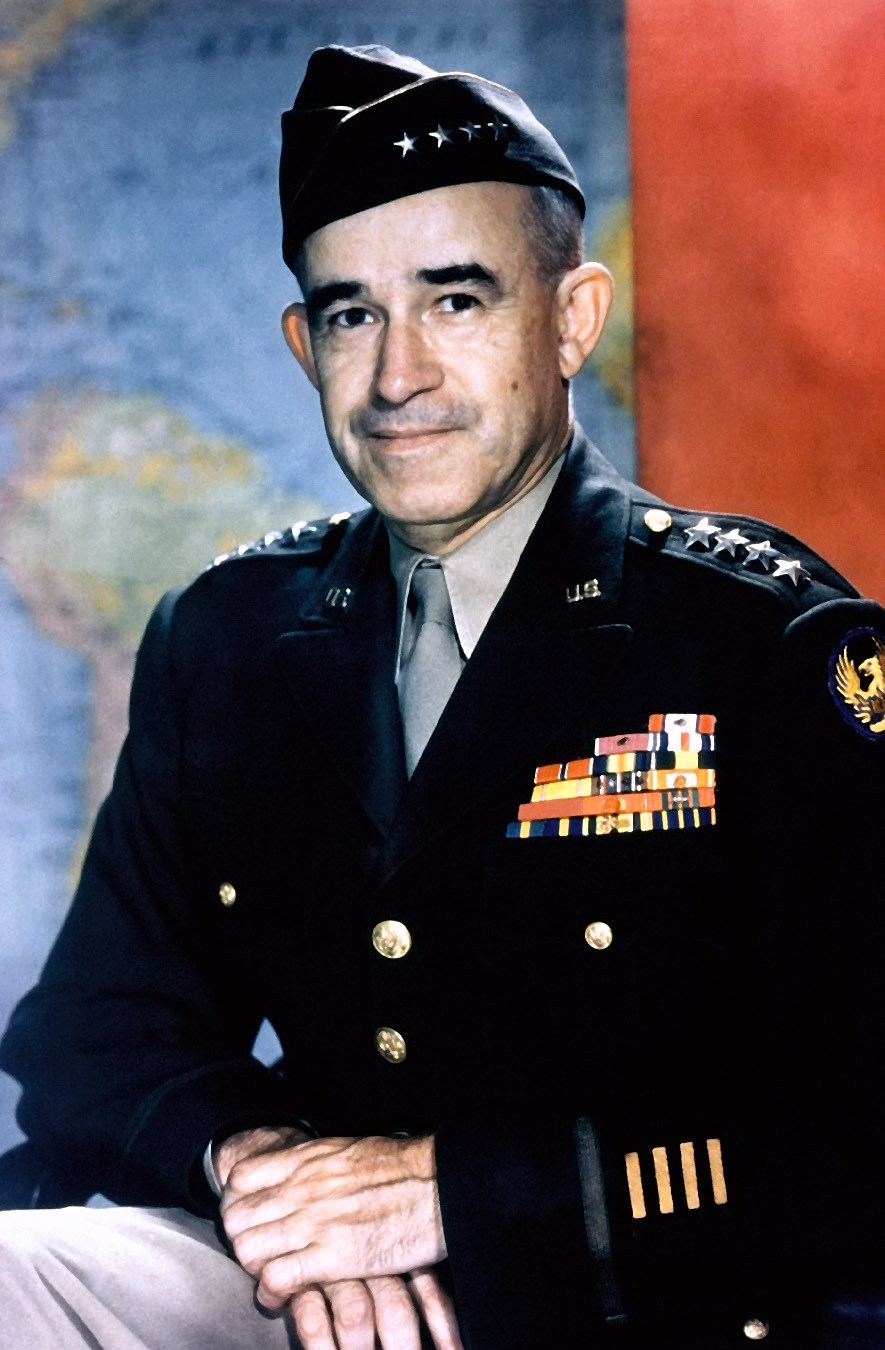
Tướng Omar Bradley, chân dung chính thức năm 1949

Bradley đứng đầu Cục cựu chiến binh Mỹ được hai năm sau chiến tranh. Ông nổi tiếng vì đã cải thiện hệ thống y tế và giúp đỡ các cựu binh hưởng các hỗ trợ về giáo dục.
Bradley được đề bạt làm tham mưu lục quân năm 1948. Vào ngày 11 tháng 8 năm 1949, tổng thống Harry S Truman bổ nhiệm ông làm chủ tịch hội đồng tham mưu trưởng đầu tiên. Vào ngày 22 tháng 9 năm 1950 ông được đề bạt lên chức thống tướng lục quân, ngưới thứ 5 và cũng là người cuối cùng giữ chức vụ này trong thế kỉ 20.

## Nghiệp vụ

### Thăng cấp
| Chưa có cấp hiệu vào năm 1915                                             | Thiếu úy Lục quân Hoa Kỳ, 12 tháng 6 năm 1915                                    |
|                                                                           | Trung úy Lục quân Hoa Kỳ, 13 tháng 10 năm 1916                                   |
|                                                                           | Đại úy Lục quân Hoa Kỳ, 22 tháng 8 năm 1917                                      |
|                                                                           | Thiếu tá Vệ binh Quốc gia Hoa Kỳ, 17 tháng 7 năm 1918                            |
|                                                                           | Đại úy Quân chuyên nghiệp Hoa Kỳ (trở về cấp bậc thời bình), 4 tháng 11 năm 1922 |
|                                                                           | Thiếu tá Quân chuyên nghiệp Hoa Kỳ, 27 tháng 5 năm 1924                          |
|                                                                           | Trung tá Quân chuyên nghiệp Hoa Kỳ, 22 tháng 7 năm 1936                          |
|                                                                           | Chuẩn tướng Liên quân Hoa Kỳ, 24 tháng 2 năm 1941                                |
|                                                                           | Thiếu tướng Liên quân Hoa Kỳ, 18 tháng 2 năm 1942                                |
|                                                                           | Trung tướng Liên quân Hoa Kỳ, 9 tháng 6 năm 1943                                 |
|                                                                           | Đại tá Quân chuyên nghiệp Hoa Kỳ, 13 tháng 11 năm 1943                           |
|                                                                           | Đại tướng Liên quân Hoa Kỳ, 29 tháng 3 năm 1945                                  |
| Cấp bậc Đại tướng thực thụ Quân chuyên nghiệp Hoa Kỳ, 31 tháng 1 năm 1949 |                                                                                  |
|                                                                           | Thống tướng Quân chuyên nghiệp Hoa Kỳ, 22 tháng 9 năm 1950                       |

### Primary decorations
| Bronze oak leaf cluster · Bronze oak leaf cluster · Bronze oak leaf cluster | Army Distinguished Service Medal (With three oak leaf clusters)                         |
|                                                                             | Navy Distinguished Service Medal                                                        |
|                                                                             | Silver Star                                                                             |
| Bronze oak leaf cluster                                                     | Legion of Merit (w/oak leaf cluster)                                                    |
|                                                                             | Bronze Star                                                                             |
|                                                                             | Mexican Border Service Medal                                                            |
|                                                                             | World War I Victory Medal                                                               |
|                                                                             | American Defense Service Medal                                                          |
|                                                                             | European-African-Middle Eastern Campaign Medal with one silver and three campaign stars |
|                                                                             | World War II Victory Medal                                                              |
|                                                                             | Army of Occupation Medal with Germany clasp                                             |
|                                                                             | National Defense Service Medal with star                                                |
|                                                                             | British Order of the Bath Knight Commander                                              |
|                                                                             | Order of Polonia Restituta                                                              |
|                                                                             | French Croix de guerre with palm                                                        |
|                                                                             | Order of Kutuzov (1st class)                                                            |
|                                                                             | Order of Suvorov (1st class)                                                            |
|                                                                             | Luxembourg War Cross                                                                    |

### Assignment history

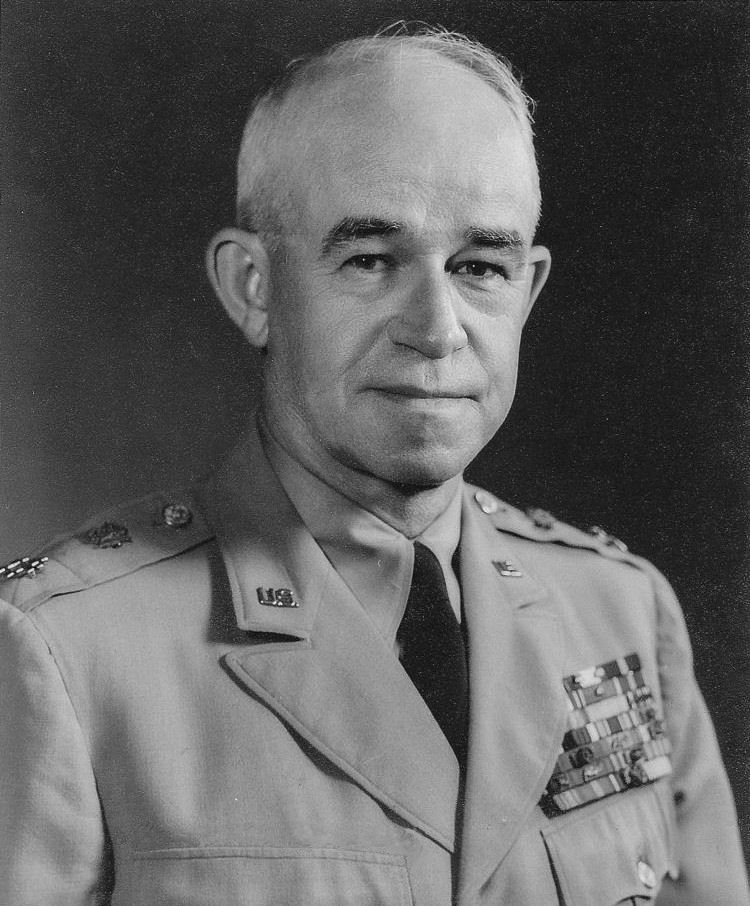
Omar Bradley

- 1911: Cadet, United States Military Academy
- 1915: 14th Infantry Regiment
- 1919: ROTC professor, South Dakota State College
- 1920: Instructor, United States Military Academy (West Point)
- 1924: Infantry School Student, Fort Benning, Georgia
- 1925: Commanding Officer, 19th and 27th Infantry Regiments
- 1927: Office of National Guard and Reserve Affairs, Hawaiian Department
- 1928: Student, Command and General Staff School
- 1929: Instructor, Fort Benning, Infantry School
- 1934: Plans and Training Office, USMA West Point
- 1938: War Department General Staff, G-1 Chief of Operations Branch and Assistant Secretary of the General Staff
- 1941: Commandant, Infantry School Fort Benning
- 1942: Commanding General, 82nd Infantry Division and 28th Infantry Division
- 1943: Commanding General, II Corps, North Africa and Sicilia
- 1943: Commanding General, Field Forces European Theater

- 1944: Commanding General, First Army (Later 1st and 12th U.S. Army Groups)
- 1945: Administrator of Veterans Affairs, Veterans Administration
- 1948: United States Army Chief of Staff
- 1949: Chairman of the Joint Chiefs of Staff
- 1953: Retired from active service